# Bienenkorb

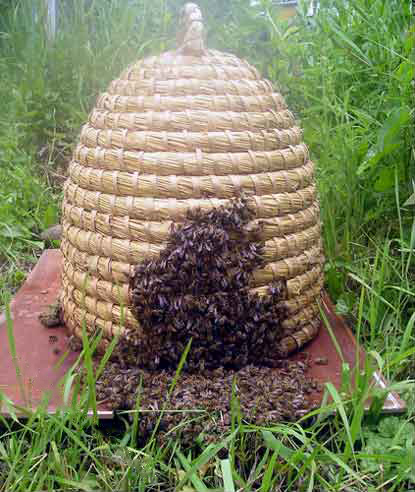
Bienenkorb mit einem einziehenden Bienenschwarm

Ein Bienenkorb  ist eine künstliche, vom Menschen hergestellte Bienenbehausung, die aus einem aus Stroh geflochtenen Korb besteht. Bienenkörbe gehören zu den ältesten künstlichen und transportablen Bienenwohnungen. Sie stellen eine Entwicklungsstufe in der Imkerei als planmäßige Bienenhaltung dar. Heute finden Bienenkörbe fast nur noch in der Heideimkerei Verwendung.

## Beschreibung

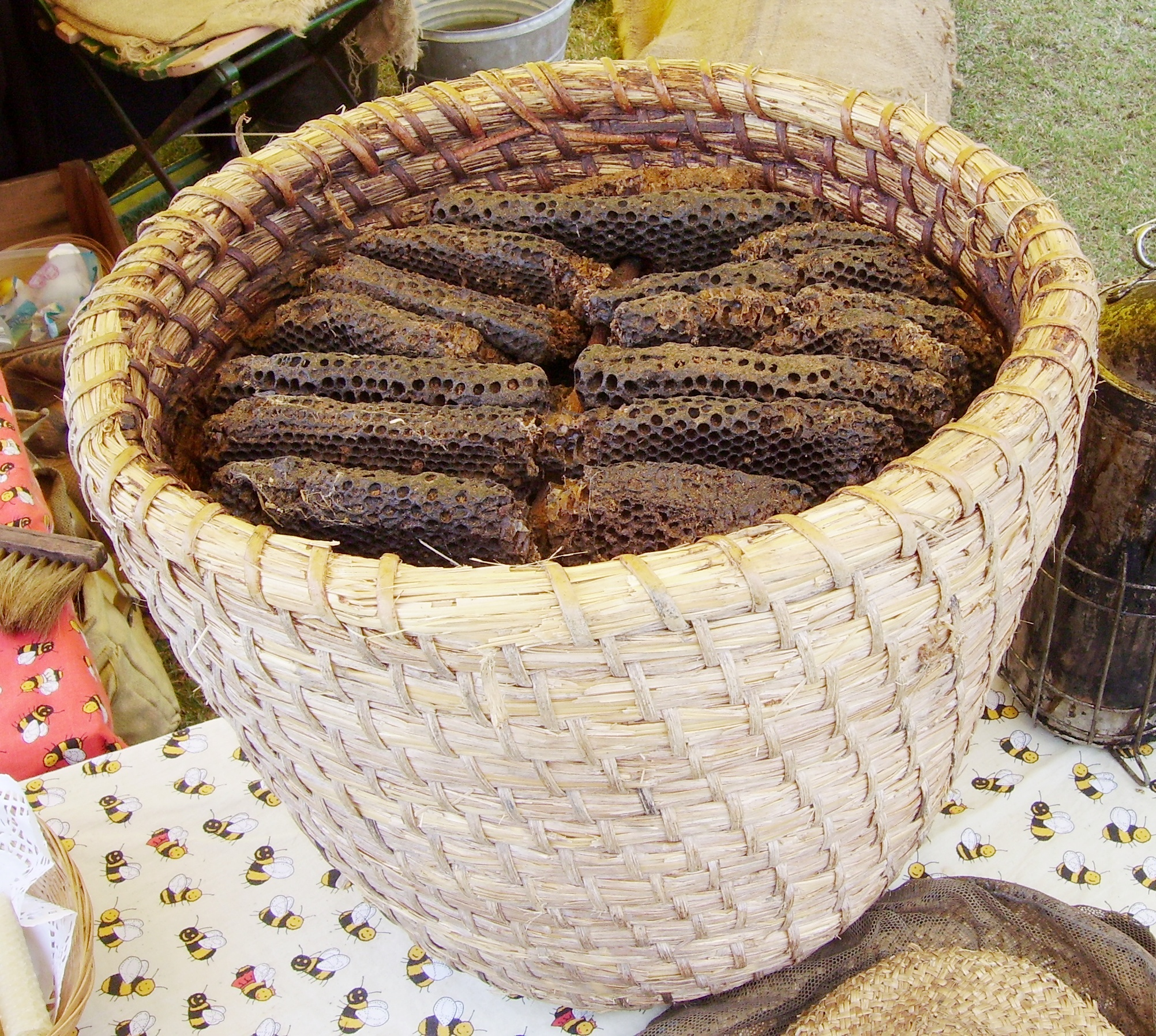
Bienenwaben in einem umgestülpten Bienenkorb

Beim Flechten von Bienenkörben werden üblicherweise Roggenstroh, Haselnussruten und Fichtenwurzeln verwendet. Die an der Unterseite offenen Bienenkörbe werden auf einer festen Unterlage aufgestellt, wie Holzbretter. Beim Wandern wird die Unterseite mit Stoff oder einem Sack verschlossen, was eine Luftzufuhr gewährleistet. Aufgrund des witterungsempfindlichen Materials Stroh benötigen Bienenkörbe einen Schutz vor Niederschlägen. Traditionell werden sie in einem Bienenzaun aufgestellt.
Zur besseren Wärmedämmung werden Bienenkörbe meist mit einem Kuhdung/Torf-Gemisch bestrichen. Im Inneren schaffen sich die Bienen ihre Bienenwaben als Naturwabenbau, der fest mit dem Bienenkorb verbunden ist. Zur Stabilisierung des Wabenbaus steckt der Imker von außen sogenannte Speile durch den Korb. Dies sind schmale, aus Rosenholz, Holunder oder Weide gefertigte Holzstöcke. Der Nachteil dieses Stabilbaus besteht darin, dass für den Imker ein Einblick in das Bienenvolk ohne Zerstörung des Wabenbaus nicht möglich ist. Bei der Honigernte schneidet  der Imker die Honigwaben aus dem Korb heraus. Da der Korb dafür umgestülpt wird, werden Bienenkörbe auch als Stülper bezeichnet. Der Honig wird durch Auspressen der Waben gewonnen oder es werden Wabenstücke als Scheibenhonig verkauft.

### Bannkorb
Die Imker stellten oft in jeden Bienenzaun einen „Bannkorb“. Das sind Bienenkörbe mit einem eingeflochtenen Gesicht. Sie sollten nach altem Glauben das Böse und Krankheiten fernhalten.

Bannkörbe
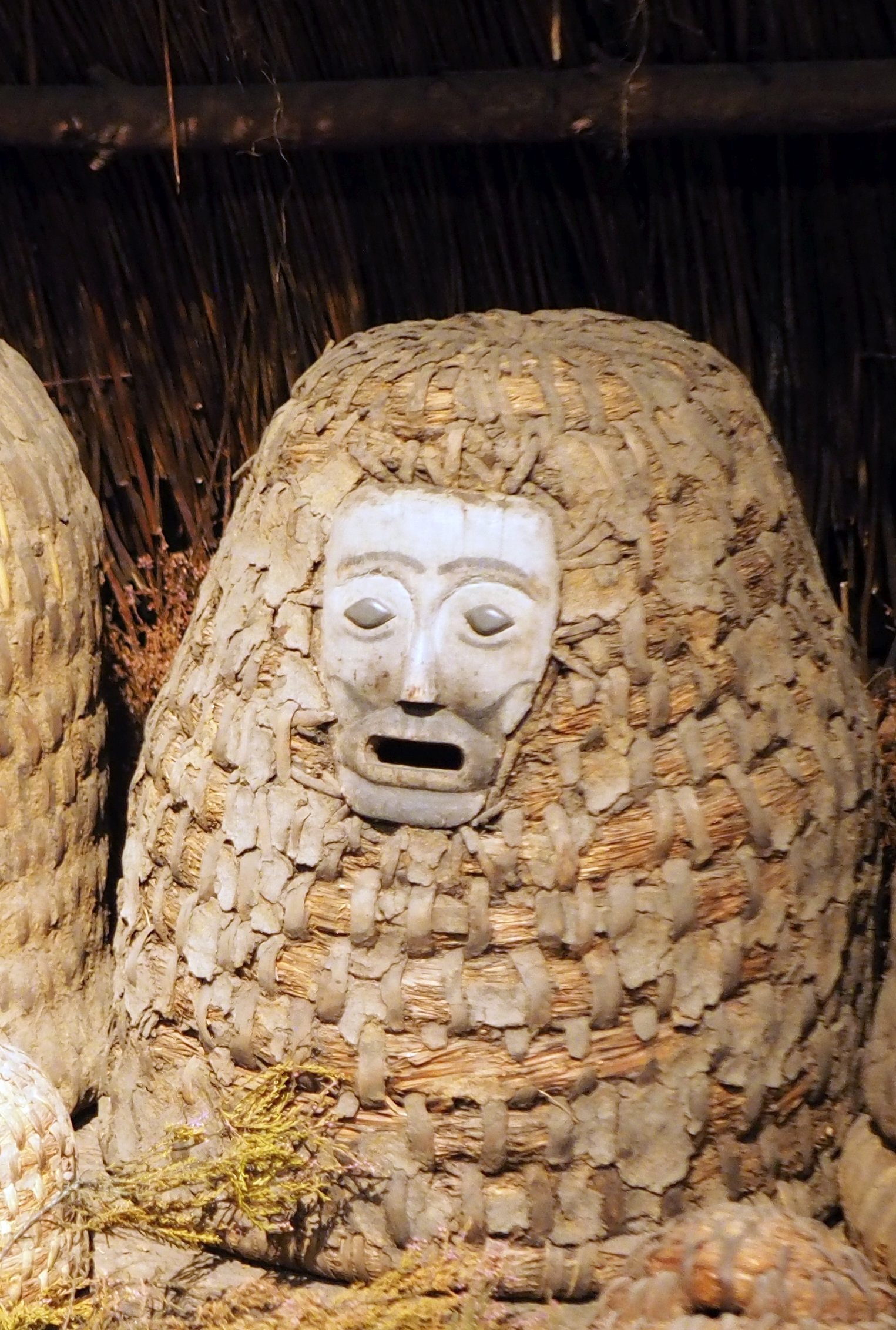
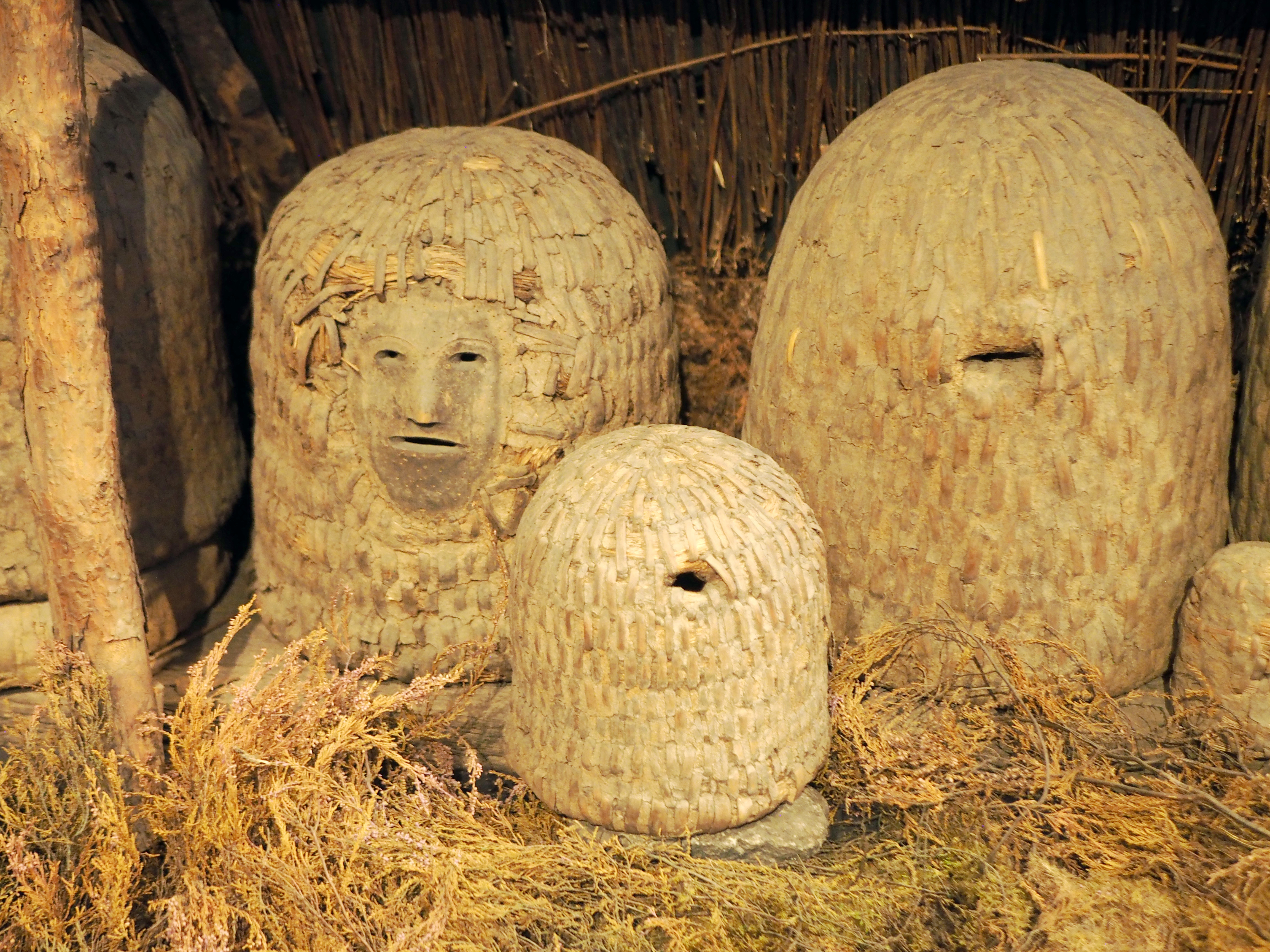
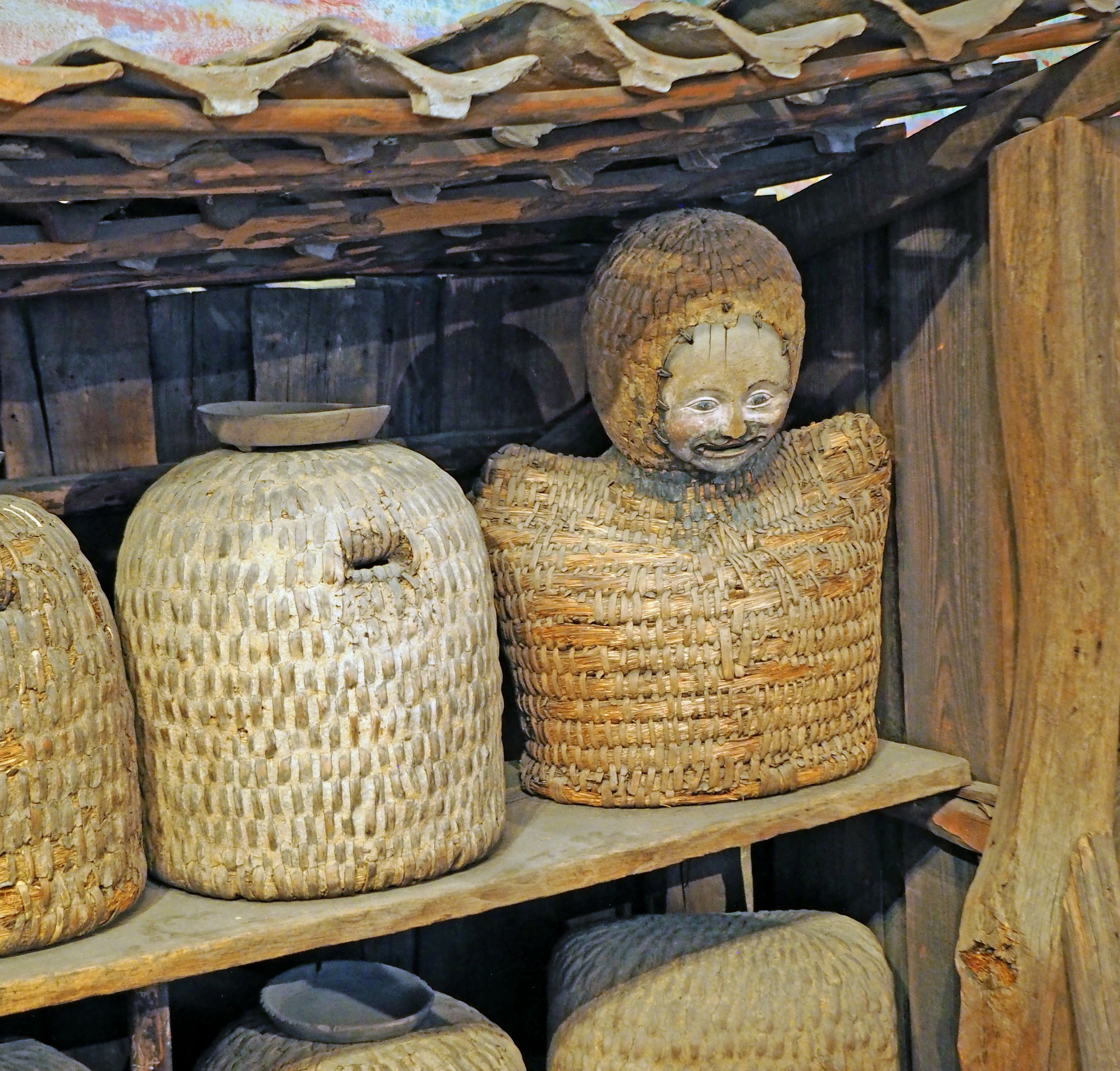

In den kleinen Körben, „Pötte“ genannt, bewahrte der Imker die Bienen-Königinnen auf, die er in der Schwarmzeit zu kleinen Völkern setzte.

## Geschichte

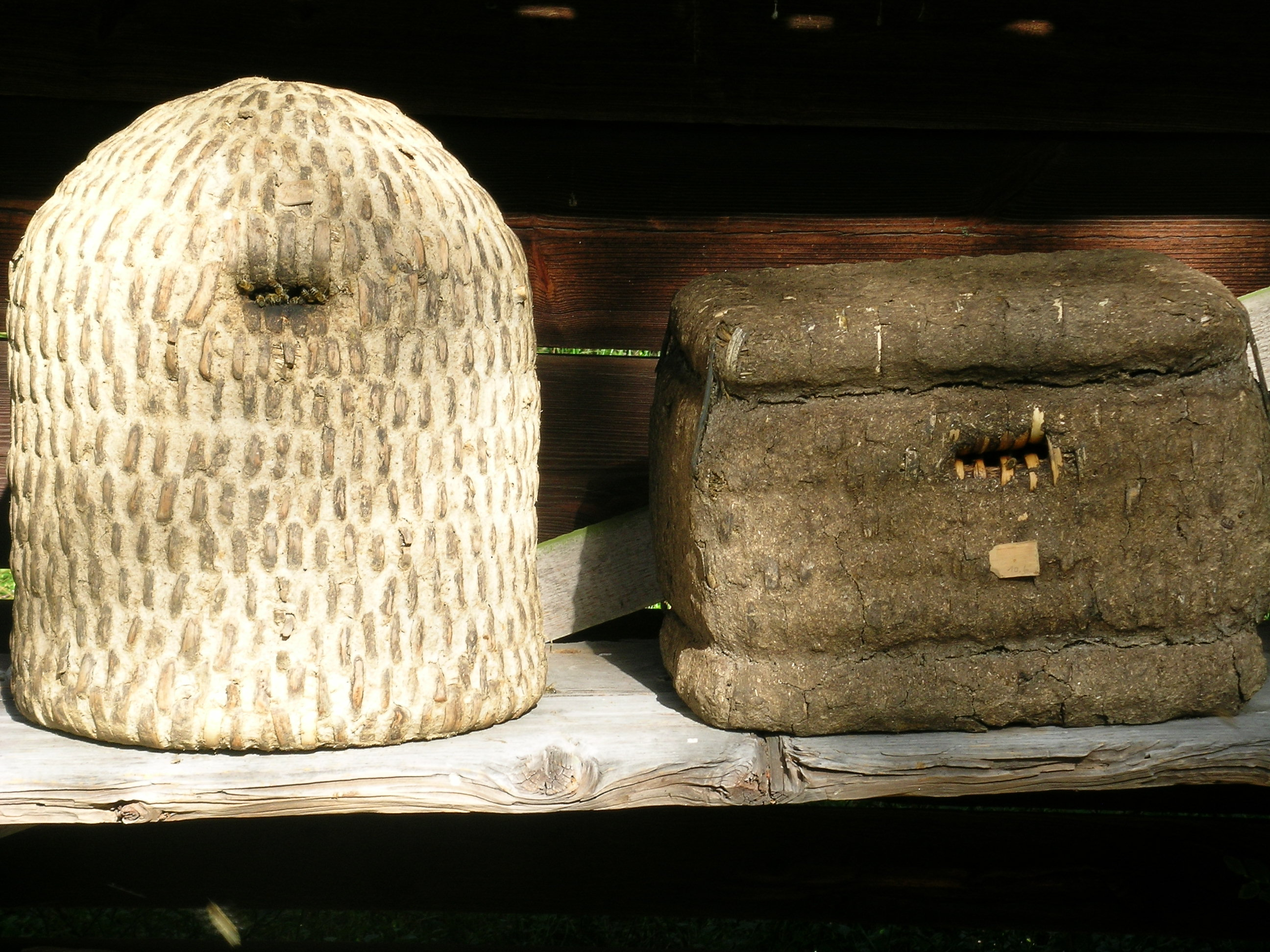
Lüneburger Stülper (links) und Kanitzkorb

Zeugnisse der Bienenhaltung finden sich in Mitteleuropa bereits in frühgeschichtlicher Zeit. Eine dem Bienenkorb ähnliche Bienenbehausung war der aus Ruten geflochtene Rutenstülper. Er wurde bei archäologischen Ausgrabungen auf der Wurt Feddersen Wierde nachgewiesen, die während des 1. und 2. Jahrhunderts bestand.
Nach der Klotzbeute und dem Rutenstülper bürgerte sich im 16. Jahrhundert der Strohkorb als Bienenbehausung ein. Auch er konnte vom Imker selbst hergestellt und ausgebessert werden. In verschiedenen Gegenden Deutschlands entstanden Bienenkörbe in unterschiedlicher Ausprägung. Es gab Glockenkörbe, Spitzkörbe und die in Thüringen vorkommenden Strohwalzen. Die bekannteste Form ist der Lüneburger Stülper mit seinem oben gelegenen Flugloch. Diese Ausprägung war die in der Heideimkerei gebräuchliche Bienenbeute. Eine Weiterentwickelung des Bienenkorbs war im 19. Jahrhundert der Kanitzkorb.
Der Bienenkorb, meist in Verbindung mit Bienen, ist ein beliebtes Motiv in Wappen. Die Biene steht für die Tugenden Fleiß, Arbeitseifer und Ordnung.

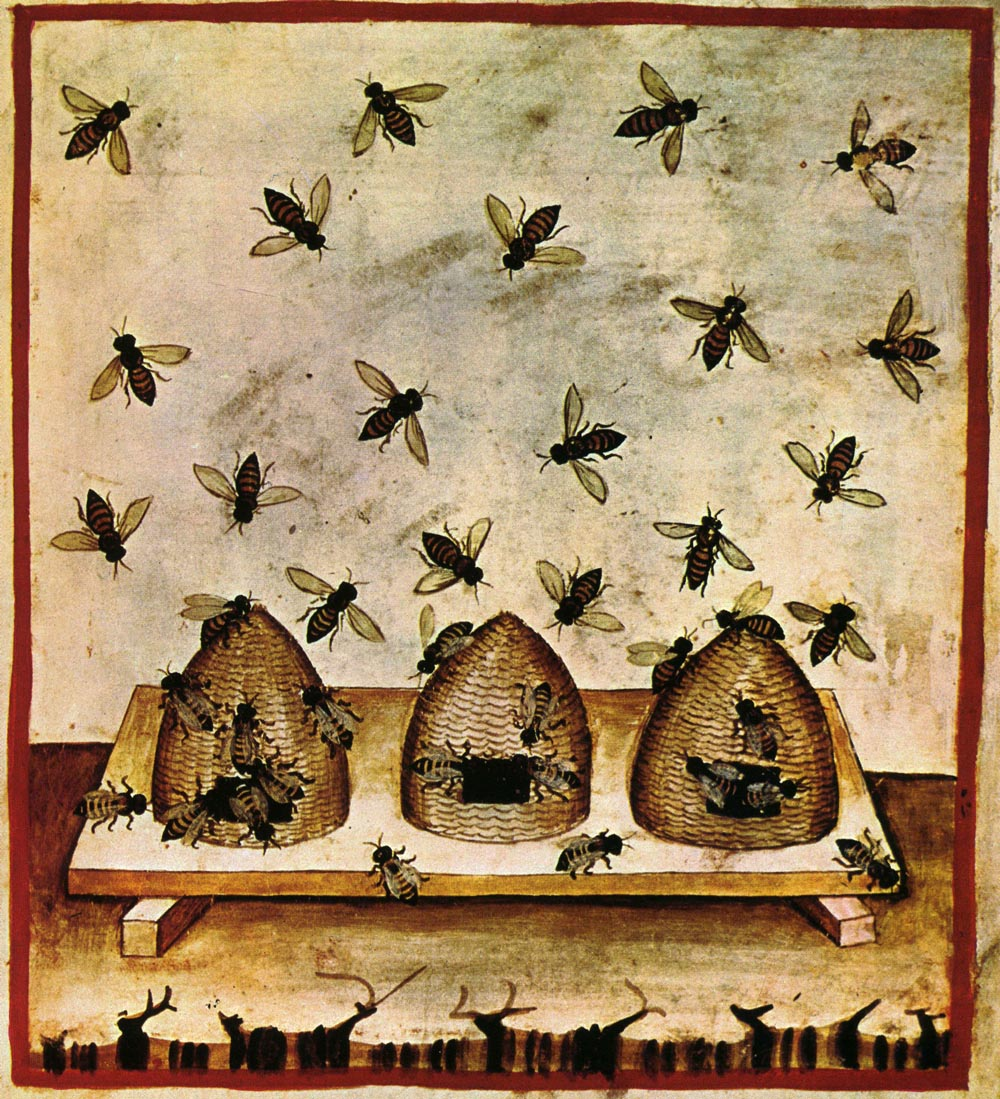
Bienenkörbe des 14. Jahrhunderts
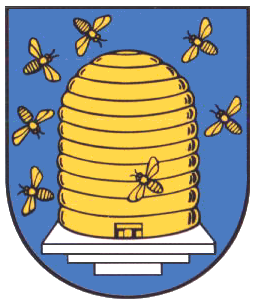
Bienenkorb als Wappenmotiv, hier im Wappen von Ebeleben
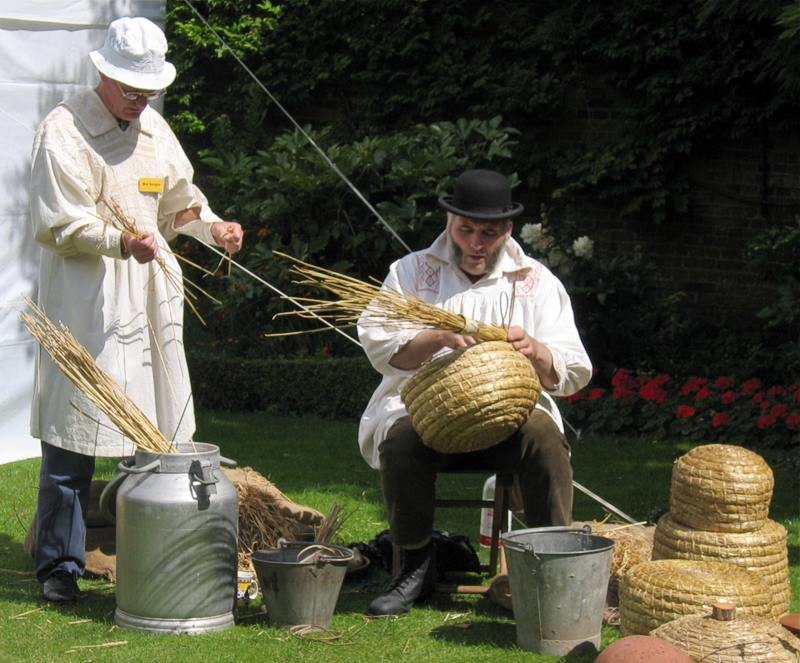
Flechten von Bienenkörben
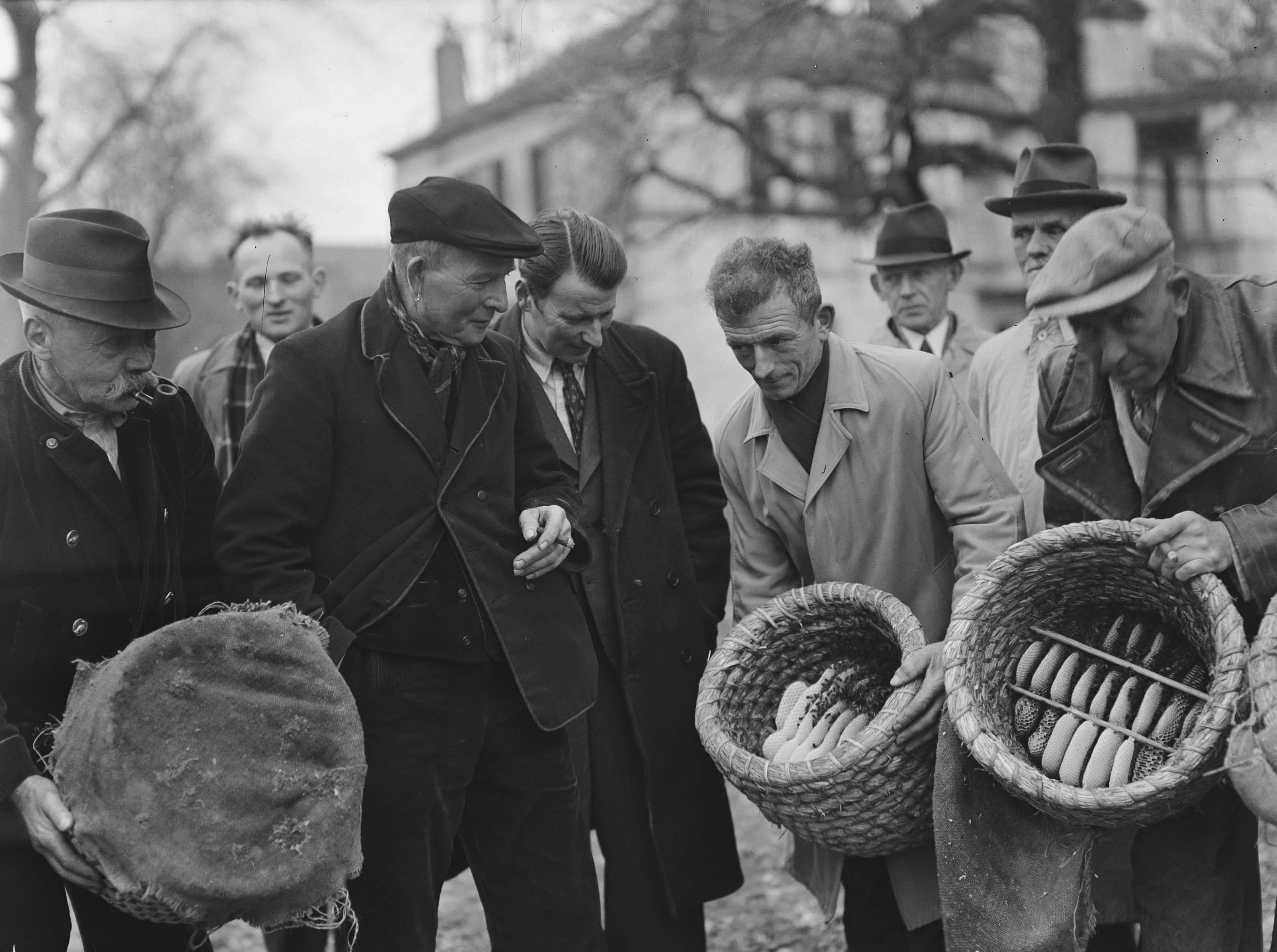
Links ein mit einem Sack zum Wandern abgedeckter Bienenkorb in Amersfoort, 1951
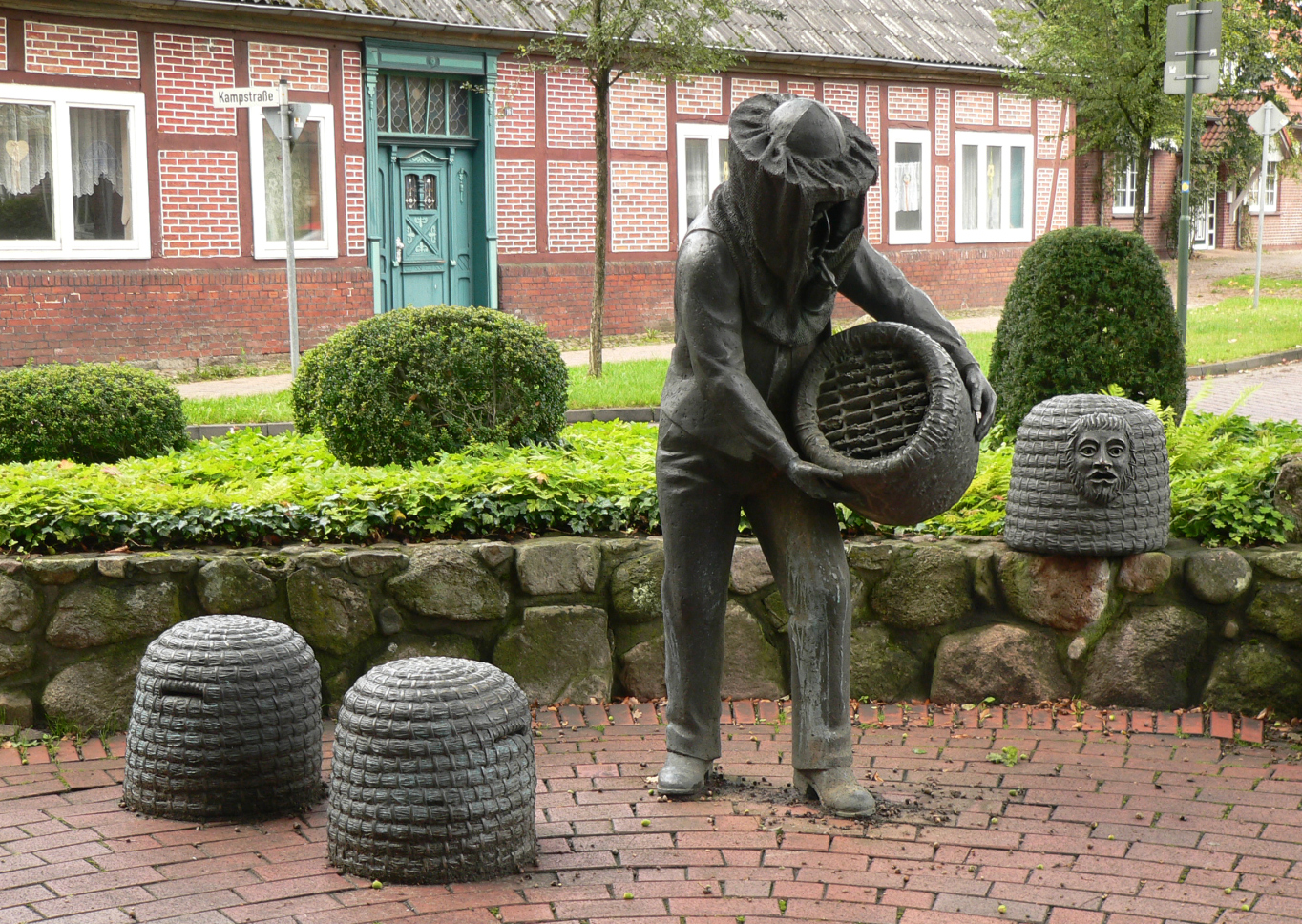
Denkmal für die Heideimkerei in Wietzendorf mit Lüneburger Stülpern
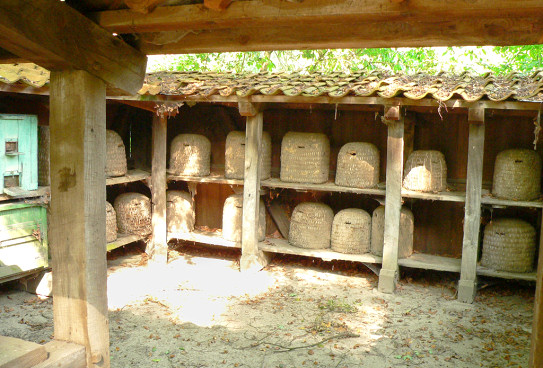
Bienenzaun mit Bienenkörben im Heidemuseum Walsrode